# Särna kyrka
Särna kyrka är en kyrkobyggnad i Särna. Den som tillhör Idre-Särna församling i Västerås stift.

## Kyrkobyggnaden
Tidigare kyrka i Särna var Särna gammelkyrka som fortfarande står kvar, men som övergavs när den nya kyrkan byggdes. Nya kyrkan började byggas på 1860-talet enligt ritningar av Pehr Johan Ekman, men invigdes först på Mikaelidagen 1879. Natten till den 12 februari 1893 brann nya kyrkan ned.
Nuvarande träkyrka återuppbyggdes 1893-1895. Man återskapade då föregångaren i alla väsentliga detaljer, vilken präglades exteriört av tidstypiska nygotiska former och s.k. ”snickarglädje”, lik de samtida kyrkorna i Hamra och Tyngsjö. Den nyaste kyrkan invigdes söndagen 2 december 1894. Vid en restaurering 1914 fick kyrktornet en slankare form och ett tornur installerades. Vid en ombyggnad 1958 höjdes tornet ett tiotal meter och försågs med ett nytt tornur.
Kyrkan består av rektangulärt långhus med ett smalare rakt avslutat kor i öster. I söder finns ett vapenhus, i norr en sakristia och i väster ett kyrktorn. Ytterväggarna är klädda med vitmålad stående träpanel.

## Inventarier
- Dopfunten är en silverkål som från början var ett skidpris vunnet av Per-Erik Hedlund och skänkt till kyrkan 1926.
- Ljusstakarna på altaret är smidda 1958 av Johan Hesselius.
- I tornet hänger två kyrkklockor som är gjutna 1893 och 1894.

Orgel
- 1886 byggde E. A. Setterquist & Son, Örebro, en orgel med 7 stämmor. Den invigdes söndagen 18 april 1886.[2] Den brann upp med kyrkan 1893.
- 1894 byggde E. A. Setterquist & Son, Örebro, en ny orgel med 8 stämmor till den nyaste kyrkan. Församlingen godtog den utan formell besiktning då de varit så nöjda med den tidigare av firman.
- Den nuvarande orgeln byggdes 1950 av Åkerman & Lunds Nya Orgelfabriks AB. 3 fria kombinationer. 3 fasta kombinationer: Piano, Mezzoforte, Tutti. Registersvällare. Rörverk från.

| Man I. Huvudverk C-g3 | Man II. Svällverk C-g3 | Pedal C-f1    | Koppel |
| --------------------- | ---------------------- | ------------- | ------ |
| Borduna 16'           | Suavial 8'             | Kontrabas 16' | II/I   |
| Principal 8'          | Rörflöjt 8'            | Subbas 16'    | II/P   |
| Flöjt 8'              | Salicional 8'          | Borduna 16'   | I/P    |
| Gedackt 8'            | Principal 4'           | Oktavbas 8'   | II16'  |
| Oktava 4'             | Gemshorn 4'            | Gedackt 8'    | I4'    |
| Täckflöjt 4'          | Nasard 2 2/3'          | Koralbas 4'   | II4'/P |
| Oktava 2'             | Waldflöjt 2'           |               |        |
| Mixtur IV-V           | Ters 1 3/5'            |               |        |
| Trumpet 8'            | Scharf IV-V            |               |        |
|                       | Skalmeja 8'            |               |        |
|                       | Tremulant              |               |        |

## Galleri

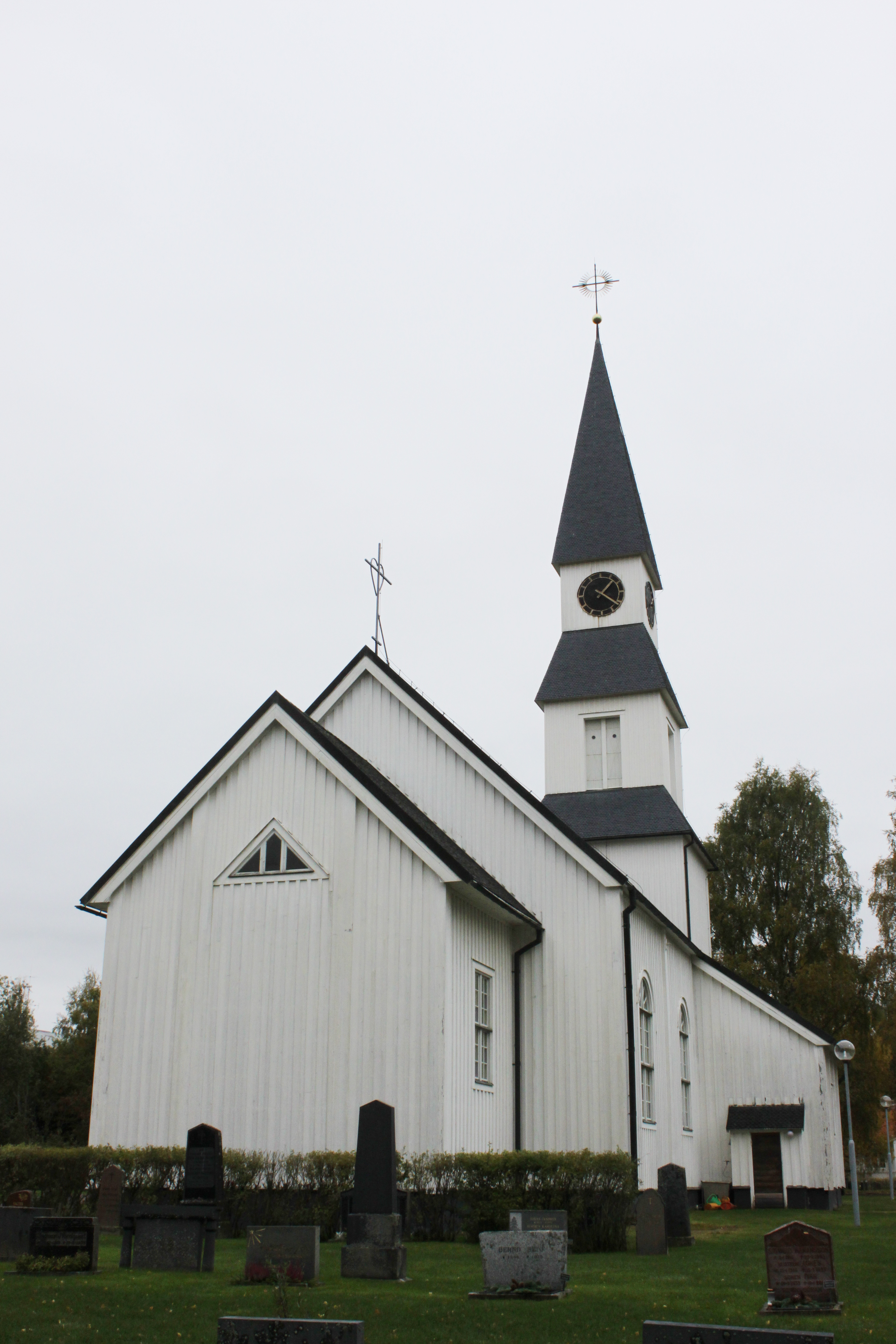
Kortsidan av Särna kyrka.
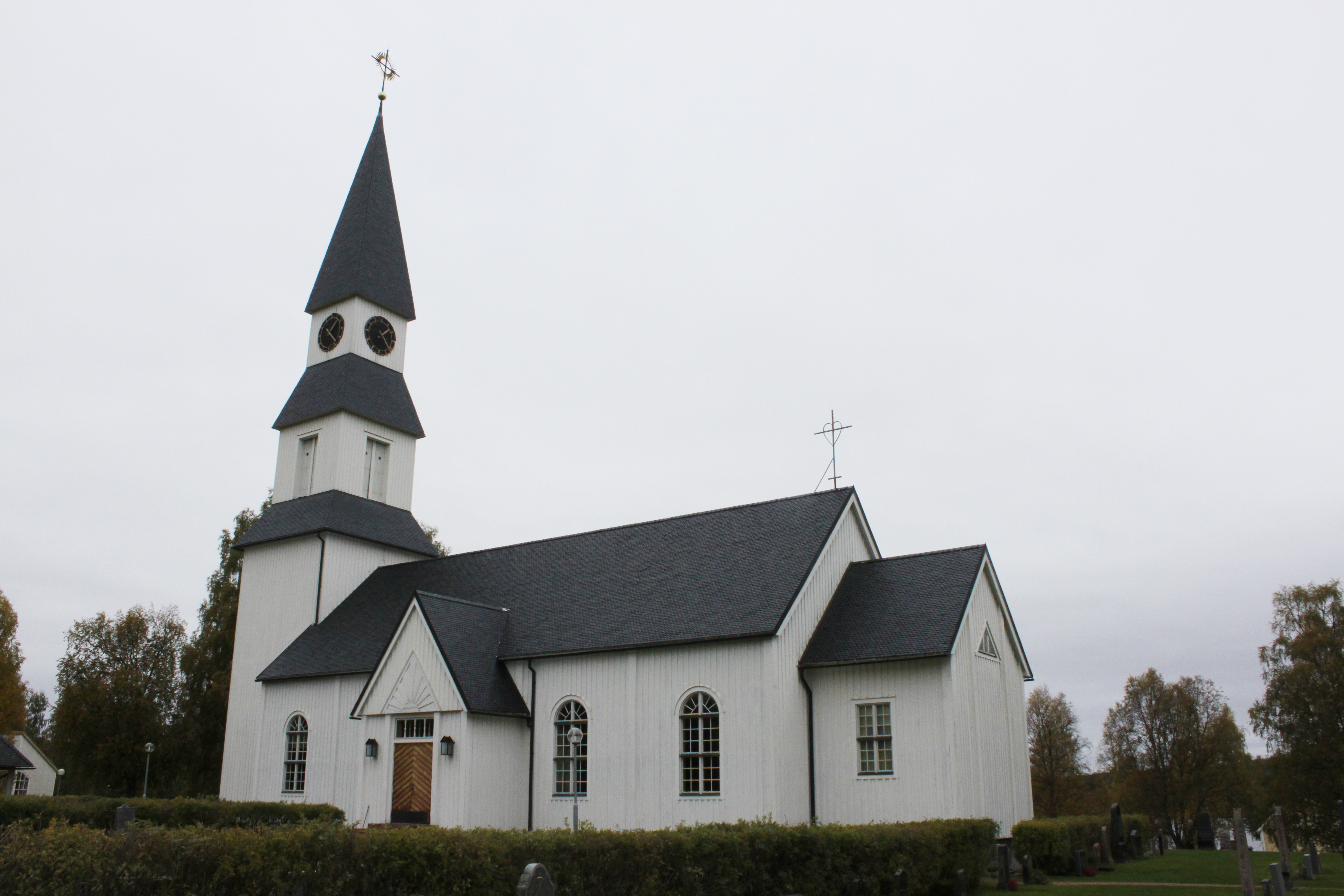
Ena långsidan av Särna kyrka.

### Webbkällor
- byggnadspresentation
- anläggningspresentation
- Älvdalens kommun
- Idre-Särna församling